# Wolfgang Schüssel
Wolfgang Schüssel (Viena, Àustria 1945), polític austríac, des del 2000 fins al 2007 va ser Canceller d'Àustria.
Durant la Primera meitat del 2006 va ser President del Consell Europeu.